# 当妮 (宝洁公司旗下品牌)
当妮是一个属于宝洁公司的柔顺剂品牌，最初于1960年在美国上市，如今在菲律宾、马来西亚、印尼、新加坡、泰国、越南、南韩、埃及、肯尼亚、拉丁美洲、中国大陆等国家销售

之前，一个叫兰诺的柔顺剂品牌也属于宝洁公司在俄罗斯、欧洲、日本上市，2007年在中国上市，不过现已退市，后来该品牌在2017年底进入了中国大陆